# Кејт Мвила
Кејт Мвила је боксер из Замбије. Први је освајач олимпијске медаље за Замбију. Учествовао је на Олимпијским играма 1984. у Лос Анђелесу у категорији папир. У првом колу је био слободан, у другом је био бољи од представника Кинеског Тајпеха, у четвртфиналу је победио Куроиву из Јапана и на тај начин својој земљи обезбедио медаљу. У полуфиналу зауставњен је од Салватора Тодиска из Италије. Златну медаљу има са првенства Африке из 1983.